# Protonilus
Protonilus és una característica d'albedo a la superfície de Mart, localitzada amb el sistema de coordenades planetocèntriques a 41.66 ° latitud N i 45 ° longitud E. El nom va ser aprovat per la UAI l'any 1958 i fa referència al primer Nil, part del riu Nil.